# VH1 MegaHits
VH1 MegaHits fue un canal de televisión por suscripción brasileño de origen estadounidense. Su programación está centrada en éxitos musicales. Lanzado originalmente como la variante brasileña de MTV Hits en 2001, fue relanzado como VH1 MegaHits el 1 de febrero de 2010 después de que el Grupo Abril, en ese entonces dueña del 70% de las operaciones brasileñas de MTV, le comprase el 30% de acciones restantes a Viacom por los derechos exclusivos de la marca MTV en el país. Este canal de televisión, como las otras, es totalmente carente de anuncios.
La diferencia entre MTV Hits y VH1 MegaHits es la denominación para los clips: MTV Hits utiliza el nombre de "Hitlist" o "Playlistism" y VH1 MegaHits utiliza el nombre de "Moods" y "InMotion" en su lugar.
In Motion: rotación continua de los vídeos más populares del canal. 
Moods: Una lista de reproducción de un tema, género o artista.
El canal también se emitió en Estados Unidos, con una transmisión automática, al igual que sus hermanas VH1 Country y VH1 Classic. En junio de 2005, cesó sus emisiones y fue reemplazado por el canal Logo, enfocado en la comunidad LGBT.
El canal cerró en Brasil el 31 de julio de 2020. Fue reemplazado manualmente en ciertas operadoras por MTV Live HD, mientras que en Claro NET, que ya contaba con el canal, VH1 MegaHits fue retirado y reemplazado por Trace Brazuca.
No obstante, en el resto de Latinoamérica se siguió viendo hasta el 31 de agosto de 2020, cuando el canal fue reemplazado por NickMusic. El último video musical emitido por el canal fue "Bulletproof" de La Roux.